# Atletika na Letních olympijských hrách 1980 – 100 metrů muži
 Běh na 100 metrů mužů  na Letních olympijských hrách 1980 se uskutečnil ve dnech 24. a 25. července na Olympijském stadionu v Moskvě. Vítězem se stal britský sprinter Allan Wells, stříbrnou medaili získal Kubánec Silvio Leonard a bronz Petar Petrov z Bulharska.

## Výsledky finálového běhu
| *                | jméno             | země           | čas   |
| ---------------- | ----------------- | -------------- | ----- |
| Zlatá medaile    | Allan Wells       | Velká Británie | 10,25 |
| Stříbrná medaile | Silvio Leonard    | Kuba           | 10,25 |
| Bronzová medaile | Petar Petrov      | Bulharsko      | 10,39 |
| 4                | Alexandr Aksinin  | Sovětský svaz  | 10,42 |
| 5                | Osvaldo Lara      | Kuba           | 10,43 |
| 6                | Vladimir Muravjov | Sovětský svaz  | 10,44 |
| 7                | Marian Woronin    | Polsko         | 10,46 |
| 8                | Hermann Panzo     | Francie        | DNF   |